# Himantura fluviatilis
Himantura fluviatilis là một loài cá đuối ít được biết đến trong họ Dasyatidae, là loài đặc hữu của sông Ganges và các vùng nước mặn lân cận.